# Афурджа
Афурджа (также Афруджа азерб. Afurca) — село в Губинском районе Азербайджана.

## География
Расположено в гористой местности на правом берегу реки Вельвеличай, к юго-востоку от административного центра района — города Губа.

## Топонимика
Ойконим «Афурджа» происходит из иранских языков и означает стекающая вниз вода, то есть водопад.

## История
Жители Афурджи имели арабское прошлое, но со временем ассимилировавшись перешли на татский язык. Население окрестных сёл и по настоящее время именует их «сеидами». Афурджинцы отличаются особым отношением к исламу и даже имена детям дают из Корана.
М. Велиев-Бахарлы пишет: «...Тоже случилось со многими сеидами-арабами, которые распространены среди татов и из которых можно указать на жителей селения Афруджа в Кубинском уезде».
А.Л. Грюнберг-Цветинович отмечал в своём исследовании «Язык североазербайджанских татов»: 
... По вероисповеданию население — мусульмане-сунниты и считаются сеидами. Согласно местному преданию, село основано 500 лет назад выходцем из Аравии. Название села местные жители производят от персидского ab-e foru jäste (вода низвергающаяся вниз) — намёк на находящийся поблизости водопад
.
Исследовательница татов Нурида Гулиева приводит и другое предание, согласно которому население сёл Тенгеалты, Гюлези, Гышлаг-Габуд, Серезува, Галмых, Кунчух, Келекеш, Афурджа является потомками арабов-выходцев из Шама (современная Сирия). Родоначальником их являлся Сеидгалага, появившийся в этих местах спустя 100-150 лет после смерти пророка и его сыновья. Могилы этих лиц являются пирами и местами поклонения.
В Турции существуют поселения основанные выходцами из Афурджи.

## Население

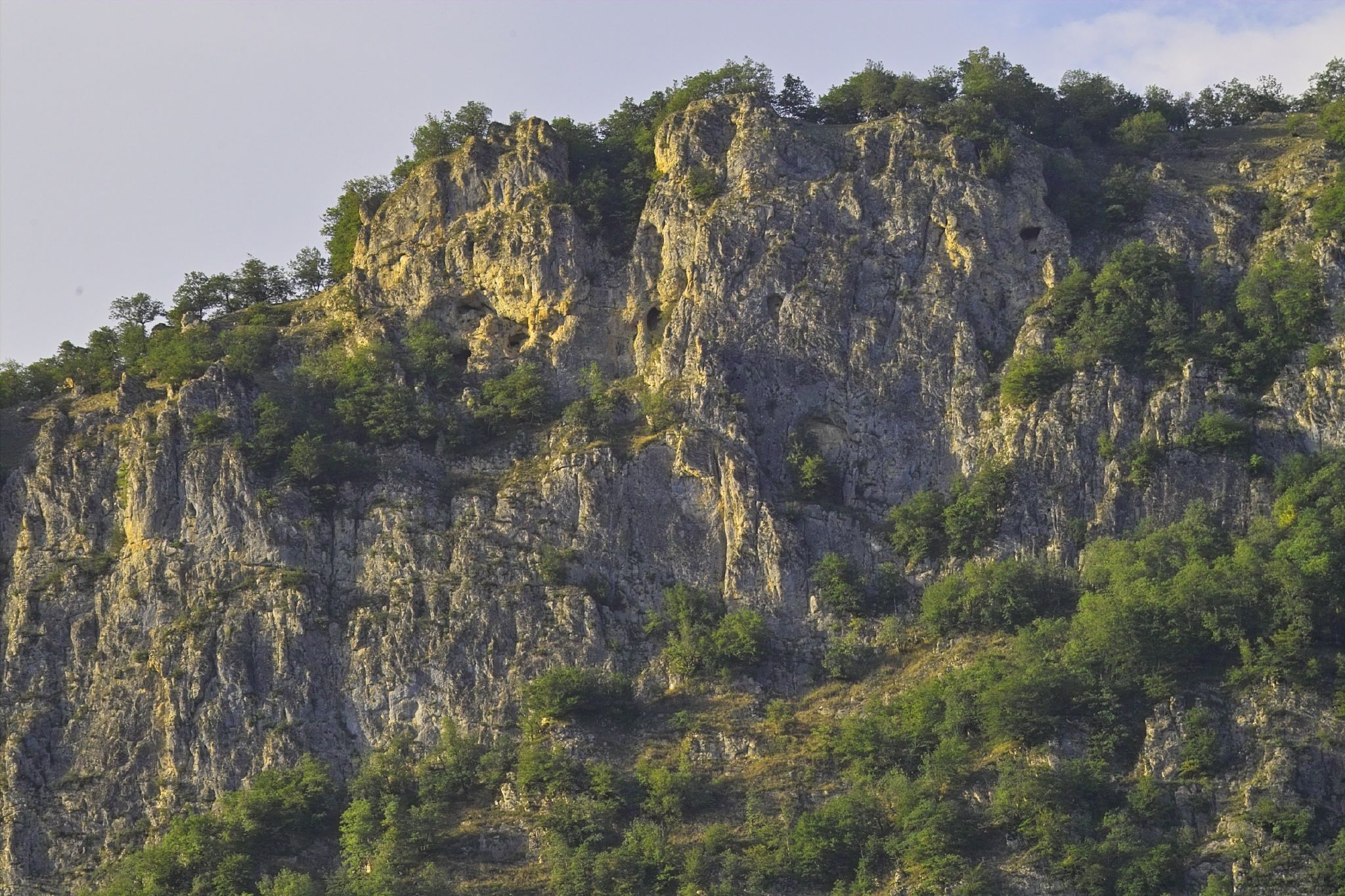
Афурджа

По сведениям «Камерального описания Кубинской провинции», составленном в 1831 году коллежским регистратором Хотяновским, в казённой деревне Афурджа Будугского магала население состояло из суннитов большей частью ведших оседлый образ жизни и частью кочевой, занимавшихся выращиванием пшеницы и овцеводством. Имелись 9 фруктовых садов, 3 мельницы, 3 крупорушки.
По данным 1886 года, опубликованных в изданном в 1893 году под редакцией Н. К. Зейдлица «Своде статистических данных о населении Закавказского края», Афурджа — татско-суннитское селение Кубинского уезда Бакинской губернии. Численность населения составляла 2921 человек (301 дым).
В Азербайджанской сельскохозяйственной переписи 1921 года Афурджа входило в состав Теишинского сельского общества Кубинского уезда Азербайджанской ССР.  В селе насчитывалось 106 хозяйств, в которых проживало 613 человек (мужчин — 305, женщин — 308). Преобладающая национальность — таты.
Согласно материалам издания «Административное деление АССР», подготовленного в 1933 году Управлением народно-хозяйственного учёта Азербайджанской ССР (АзНХУ), по состоянию на 1 января 1933 года село Афурджа являлось центром одноимённого сельсовета Конахкентского района (ныне южная часть Губинского района). Имелось 232 хозяйства и 1239 человек населения, из которых 624 являлись мужчинами и 615 женщинами. Национальный состав всего Афурджинского сельсовета (сёла Фирик, Гюлези) на 52,3 % состоял из тюрок (азербайджанцев) и на 47,6 % из татов.
По состоянию на 2008 год численность населения села — 693 человек. Основные занятия жителей — картофелеводство и животноводство. Из инфраструктуры имеются средняя школа, фельдшерский пункт, библиотека, клуб.

## Язык
Советско-российский лингвист А. Л. Грюнберг, совершивший в 1950-х годах экспедиционные поездки в районы расселения татов в Азербайджане, подчёркивал: «В населённых пунктах, расположенных на больших дорогах, таких как Конахкент, Афруджа, Хизы, Рустов, Гендаб, немало людей, для которых скорее можно назвать родным азербайджанский язык, чем татский».

## Народные ремёсла
В прошлом Афурджа была известна производством серпов и кос и изготовлением пороха для кремнёвых ружей. В селе развито ковроткачество. Ковры «Афурджа», относятся к конагкендской школе куба-ширванских ковров.

## Известные уроженцы
Из уроженцев Афурджи выделяется Махмуд Махмудага оглы Махмудов (1959-1993) — военнослужащий азербайджанской армии, участник Первой карабахской войны. Средняя школа Афурджи носит его имя.

## Достопримечательности
Главной местной достопримечательностью является водопад Афурджа. Также в селе находятся архитектурные памятники-тюрбе относящиеся к XIII веку Сеидшах и Сеидгалагабаба. К востоку от села расположены известняковые карстовые пещеры, относящиеся к меловому возрасту.

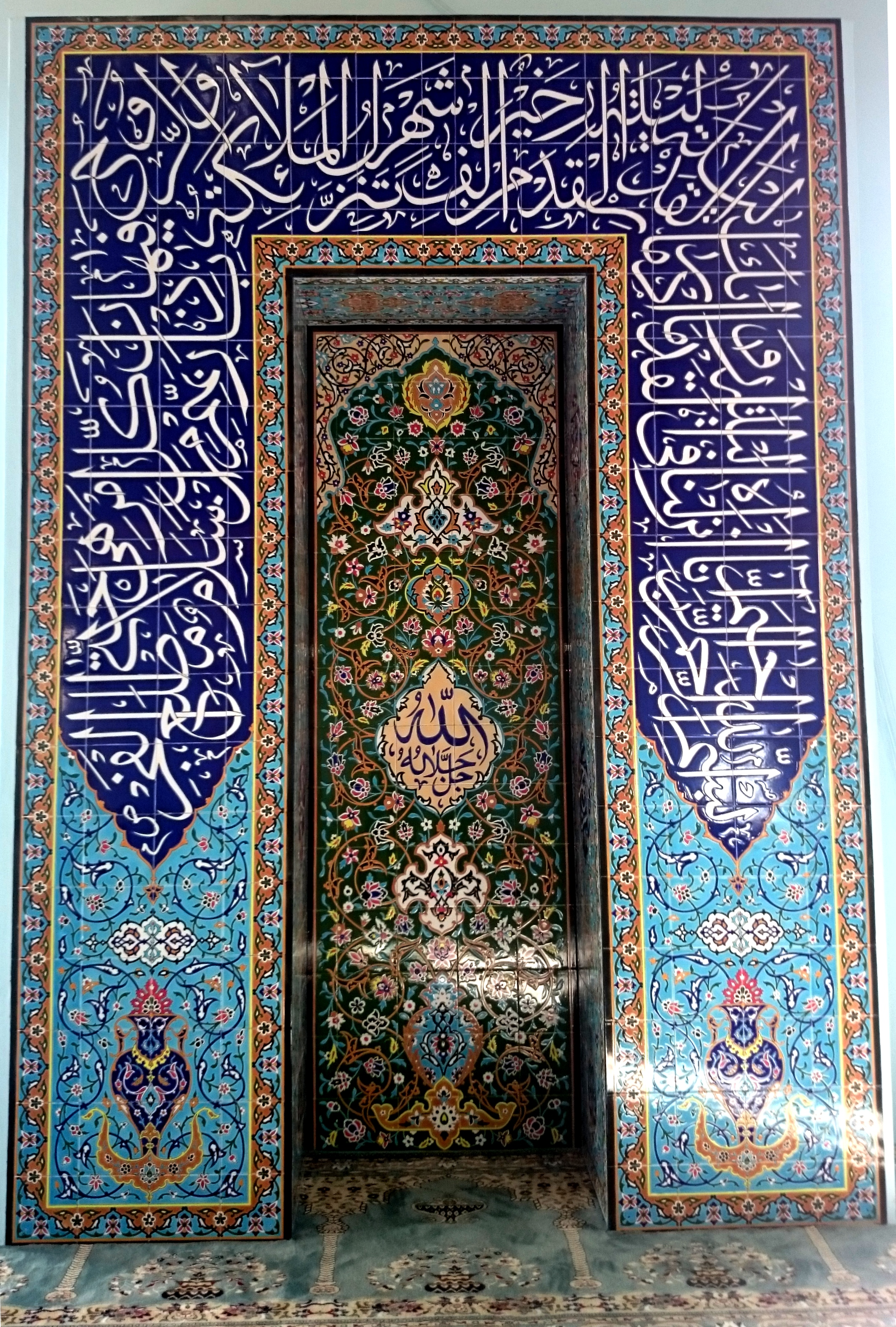
Мечеть Афурджи
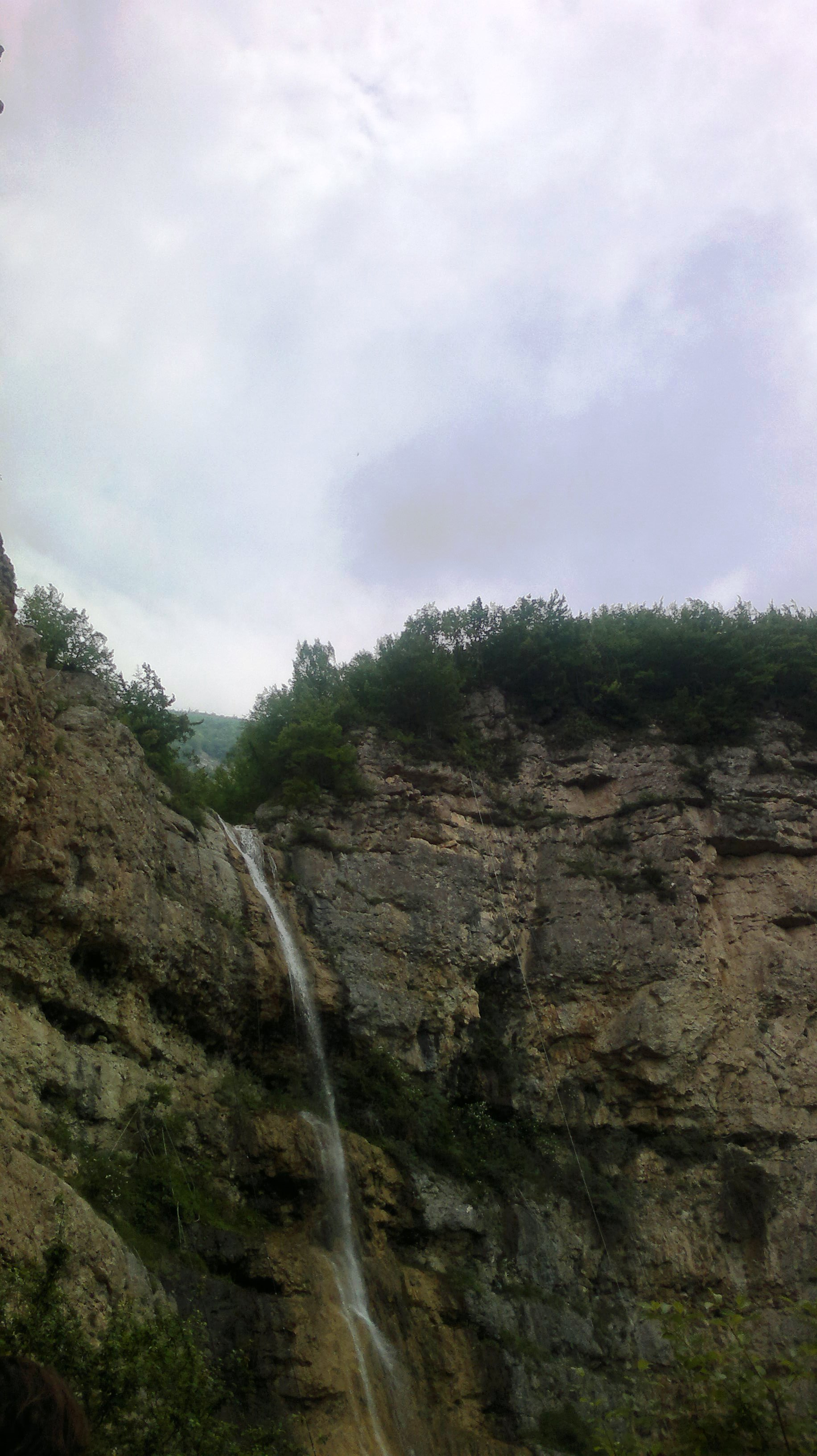
Водопад Афурджа
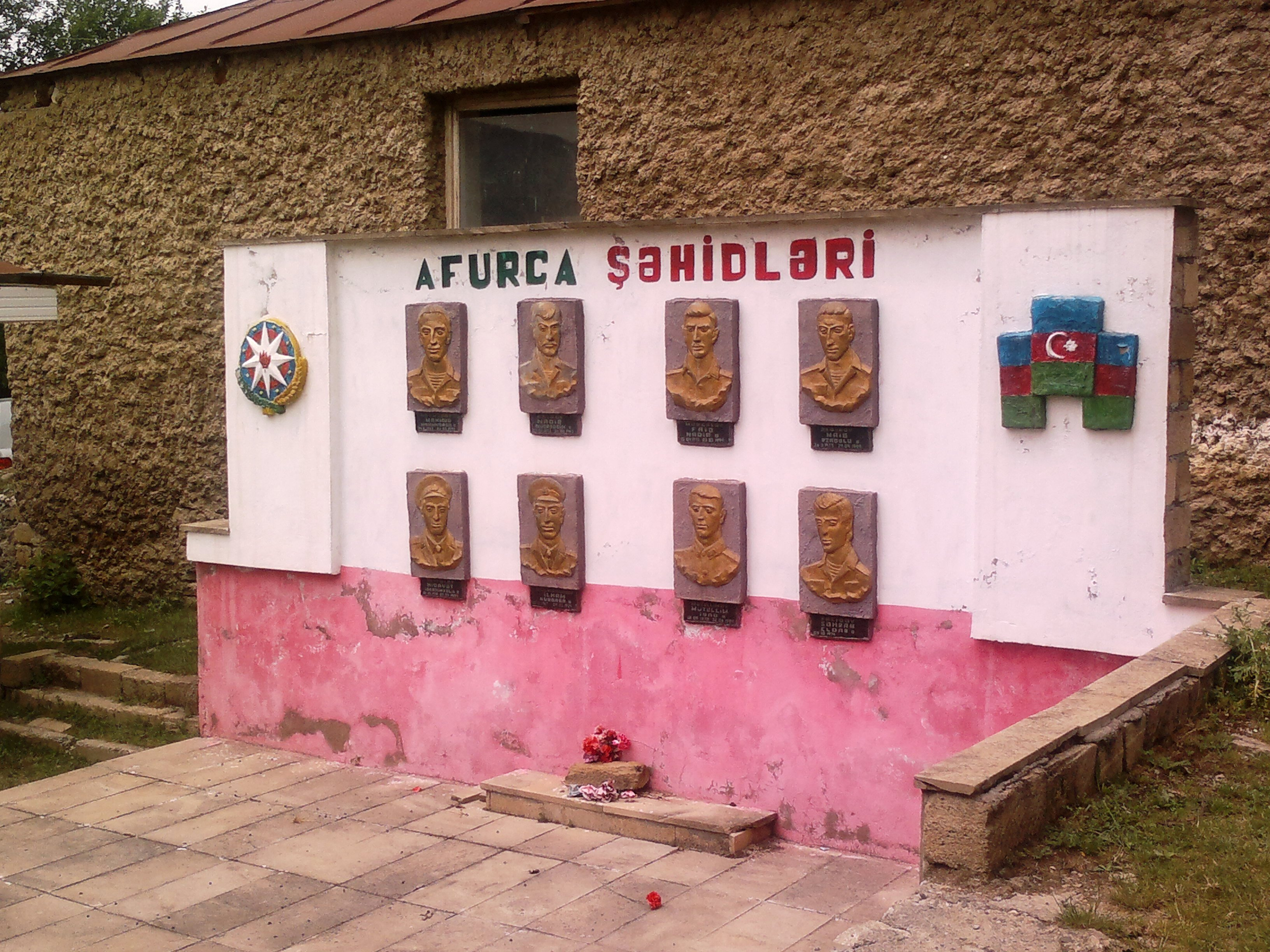
Мемориал афурджинцам, погибшим в Первой карабахской войне